# Ludwig Vietor
Ludwig Vietor (fälschlich auch Victor) (* 7. April 1800 in Bad Hersfeld; † 19. April 1859 ebenda) war ein deutscher Jurist und Politiker.

## Leben und Wirken
Ludwig Vietor war Advokat in Hersfeld. Er heiratete Luise Henriette Wilhelmine Riedel.
Vietor war politisch tätig. Von 1847 bis 1848 war er für Gelnhausen Abgeordneter im 10. Kurhessischen Landtag. 1848 war er Mitglied des Vorparlaments.